# Rangel Gerovski
Rangel Ivanov Gerovski (in bulgaro Рангел Иванов Геровски?; Karlovo, 15 gennaio 1959 – Sofia, 26 aprile 2004) è stato un lottatore bulgaro, specializzato nella lotta greco-romana.

## Palmarès

### Olimpiadi
- 1 medaglia:
  - 1 argento (Seul 1988 nei pesi super-massimi)